# 克什克科查湖
9°49′31″S 77°18′35″W / 9.82528°S 77.30972°W
克什克科查湖（Qishqiqucha），是秘魯的湖泊，位於安卡什大區的雷奈伊省，處於穆魯拉胡山西南面，長0.7公里、寬0.39公里，海拔高度4,284米，河谷有萵氏普亞鳳梨生長。